# 浑圆文蛤
浑圆文蛤（学名：Pelecyora excisa），是帘蛤目帘蛤科凸卵蛤屬的一种。主要分布于台湾，常栖息在浅海沙底。